# Maciej Gajos
Maciej Gajos (Blachownia, 19 de marzo de 1991) es un futbolista polaco que juega de centrocampista en el Wieczysta Kraków de la I Liga de Polonia.

## Clubes
| Club                  | País      | Año       |
| --------------------- | --------- | --------- |
| Raków Częstochowa     | Polonia   | 2009-2012 |
| Jagiellonia Białystok | Polonia   | 2012-2015 |
| Lech Poznań           | Polonia   | 2015-2019 |
| Lechia Gdańsk         | Polonia   | 2019-2023 |
| Persija Jakarta       | Indonesia | 2023-2025 |
| Wieczysta Kraków      | Polonia   | 2025-     |

## Palmarés

### Títulos nacionales
| Título               | Club          | País    | Año  |
| -------------------- | ------------- | ------- | ---- |
| Supercopa de Polonia | Lech Poznań   | Polonia | 2016 |
| Supercopa de Polonia | Lechia Gdańsk | Polonia | 2019 |